# Aero Spacelines Mini Guppy
Aero Spacelines Mini Guppy bylo velké americké transportní letadlo s objemným trupem, uzpůsobené pro leteckou přepravu rozměrných nákladů. Letouny Mini Guppy patřily do řady letounů Guppy, které vyráběla a provozovala společnost Aero Spacelines.

## Verze letounu Mini Guppy
Letoun Mini Guppy byl vyroben ve dvou verzích. Obě verze nesly společnou přezdívku „Mini Guppy“.
Obě verze letounu Mini Guppy byly postaveny za použití částí přebytečných letounů Boeing 377/C-97J, přičemž měly ale kompletně nový trup. To umožnilo společnosti Aero Spacelines rozšířit nákladní palubu na 4 m, oproti 2,4 m u původního trupu. Z původního letounu zůstal například kokpit, křídla a ocasní část.

### Mini Guppy

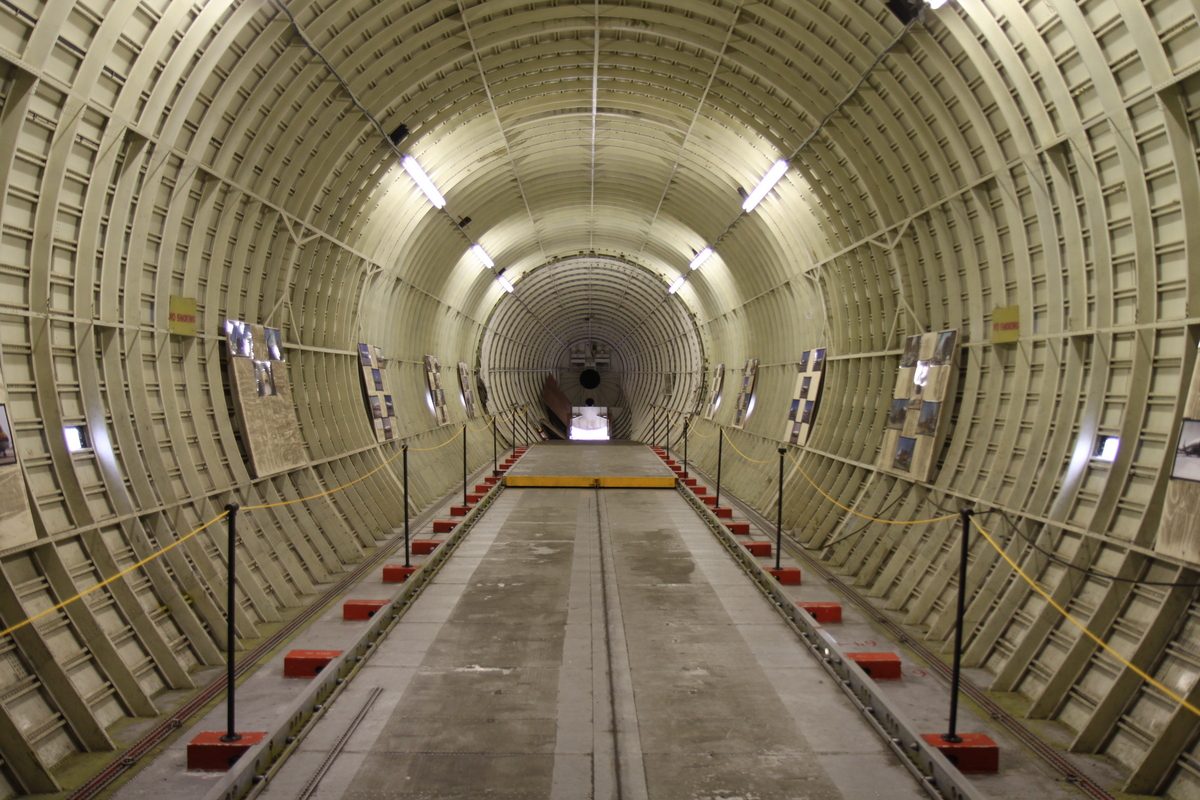
Nákladní prostor letounu Mini Guppy

Letoun Mini Guppy nebo zkráceně „MG“ byl postaven s odklopnou ocasní částí, aby bylo usnadněno vkládání nákladu do trupu. Letoun byl poháněn původními hvězdicovými motory Pratt & Whitney R-4360 Wasp Major, které mu umožňovaly přepravovat náklad o hmotnosti až 14 500 kg cestovní rychlostí 400 km/h. Nákladový prostor měl průměr 5,5 m. Náklad mohl být dlouhý až 27,9 m, přičemž maximální průměr mohl být v délce 22,3 m.
Mini Guppy poprvé vzlétl 24. května 1967. Společnost Aero Spacelines jej používala několik let při přepravě různých nákladů až do roku 1974, kdy byl letoun prodán společnosti American Jet Industries. American Jet Industries jej prodala v roce 1980 společnosti Aero Union a ta jej o osm let později prodala společnosti Erickson Air Crane. Erickson Air Crane používala letoun Mini Guppy k přepravě stavebních strojů a vybavení až do roku 1995, kdy byl letoun umístěn do muzea Tillamook Air Museum ve městě Tillamook, stát Oregon, kde se letoun stále nachází (údaj k červnu 2013). Od 1. srpna 2008 si návštěvníci muzea mohou za příplatek toto letadlo prohlédnout.

### Mini Guppy Turbine
Druhá verze byla oficiálně známá pod označením Mini Guppy Turbine (zkráceně „MGT“) a nebo Guppy 101. Jednalo se o první letoun z rodiny letadel Guppy, který byl vybaven turbovrtulovými motory Allison 501-D22C. Podobně jako MG měl letoun MGT nákladní prostor o maximálním průměru dlouhý 22,3 m, avšak celková délka nákladního prostoru (včetně zužující se části) byla prodloužena na 31,4 m. Maximální průměr nákladu byl rovněž mírně zvětšen na 5,6 m. Tyto rozměry v kombinaci s lepšími motory umožňovaly letounu přepravovat až 28 540 kg nákladu, což bylo téměř dvojnásobné množství oproti verzi MG. Na rozdíl od předchozího typu měl letoun otočnou příď pro vkládání nákladu.
Letoun MGT poprvé vzlétnul 13. března 1970, ale měl jen velice krátký a tragický život. 12. května 1970 byl letoun ztracen spolu s celou posádkou při nehodě během testování na letecké základně Edwards v Kalifornii.

## Specifikace (Mini Guppy Turbine)
Technické údaje pocházejí ze stránek „All About Guppys“.

### Technické údaje
- Posádka: 3
- Užitečný náklad: 28 542 kg
- Rozpětí: 47,8 m
- Délka: 41,3 m
- Výška: 12,4 m
- Nosná plocha: ? m²
- Plošné zatížení: ? kg/m²
- Prázdná hmotnost: 40 823 kg
- Max. vzletová hmotnost: 81 647 kg
- Pohonná jednotka: 4× turbovrtulový motor Allison 501-D22C
- Výkon pohonné jednotky: ? k (? kW)

### Výkony
- Cestovní rychlost: ? km/h ve výšce ? m
- Maximální rychlost: ? km/h ve výšce ? m
- Dolet: ? km (? h)
- Dostup: ? m
- Stoupavost: ? m/s (? m/min)

#### Související vývoj
- Boeing B-29 Superfortress
- Boeing 377 Stratocruiser
- Aero Spacelines Pregnant Guppy
- Aero Spacelines Super Guppy

#### Podobná letadla
- Airbus Beluga
- Boeing 747 LCF